# Dzhagir
Dzhagir (ryska: Даг Джеир) är en ort i Azerbajdzjan.   Den ligger i distriktet Şəmkir Rayonu, i den västra delen av landet, 300 km väster om huvudstaden Baku. Dzhagir ligger 1 365 meter över havet och antalet invånare är 1 042.
Terrängen runt Dzhagir är kuperad åt nordväst, men åt sydost är den bergig. Närmaste större samhälle är Shamkhor, 16,0 km nordost om Dzhagir. 
Trakten runt Dzhagir består i huvudsak av gräsmarker. Runt Dzhagir är det ganska tätbefolkat, med 104 invånare per kvadratkilometer.